# Stadtmauer (Warschau)

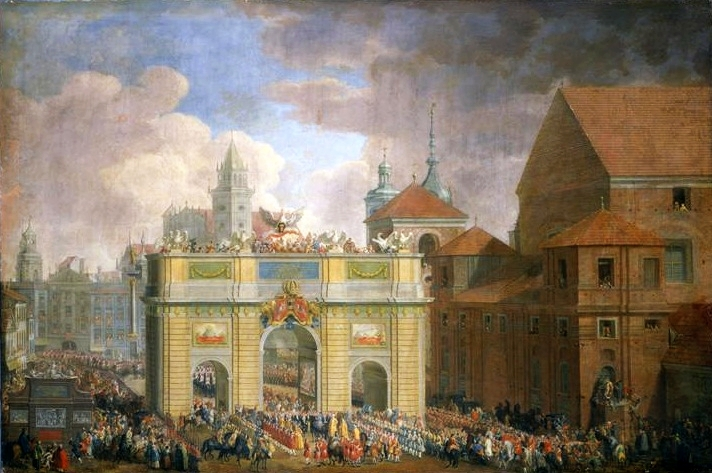
Krakauer Tor 1734

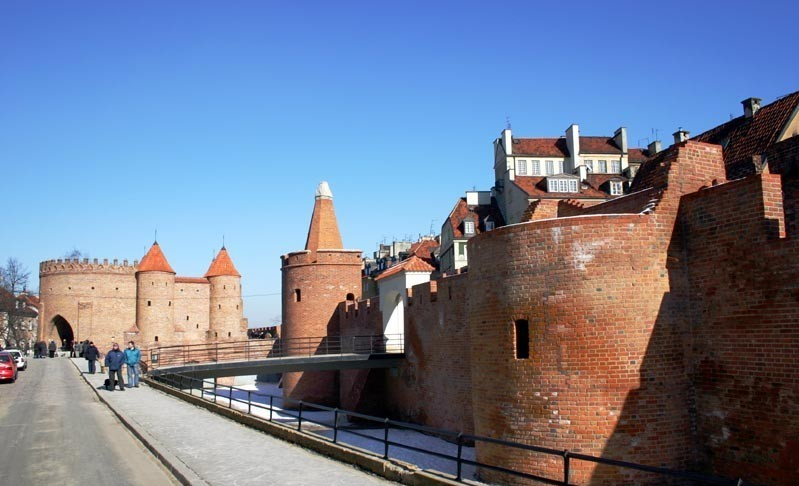
Nordteil

Die Stadtmauer ist ein Baudenkmal der Stadt Warschau in Polen. Heute besteht nur noch ein kleiner Teil mit dem Barbakan am westlichen und nördlichen Rand der Warschauer Altstadt. 

## Geschichte
Der Bau des ersten Rings der Stadtmauer wurde um 1280 unter Konrad II. begonnen und unter Bolesław II. oder Trojden I. abgeschlossen. Die Stadtmauer hatte ca. 1200 Meter Länge und besaß drei Tore und acht Basteien. Im frühen 15. Jahrhundert wurde ein zweiter Mauerring um den Ersten gelegt, ein Stadtgraben ausgehoben und mehrere Brücken angelegt. Aus einer der Brücken wurde 1548 der Barbakan. Die mittelalterliche Mauer war jedoch bald veraltet. So wurde Anfang des 17. Jahrhunderts der Sigismundwall mit mehreren Bastionen errichtet. Während der Schwedischen Sintflut konnten die Mauern der schwedischen Artillerie nicht standhalten und verloren seither ihre militärische Bedeutung. Sie verfielen und wurden schrittweise bis ins 19. Jahrhundert abgetragen bzw. in neue Gebäude integriert. Die neuen Befestigungen zur Zeit von Kongresspolen wurden in Form von Forts am Stadtrand der Festung Warschau errichtet. Die Restaurierung der alten Stadtmauer begann in den 1930er Jahren unter Jan Zachwatowicz und wurde nach dem Zweiten Weltkrieg fortgesetzt. Heute befinden sich auf den Stadtmauern mehrere Denkmäler, unter anderem das Denkmal des Kleinen Aufständischen, das Denkmal Auschwitz II und das Jan-Kiliński-Denkmal.